# INaturalist

iNaturalist er et borgervidenskabsprojekt (citizen science) og et online socialt netværk for biologer og andre naturentusiaster, som bygger på kortlægning af biodiversitet over hele kloden. iNaturalist findes både som en hjemmeside og gratis mobilapplikationer. Observationer af levende ting, som tilføjes iNaturalist, er frit tilgængelige som åbne data til brug for biologer og andre med interesse i naturen.
iNaturalist har over 2,5 millioner brugere på verdensplan, som tilsammen har indrapporteret næsten 88 millioner observationer af dyr og planter (December 2021). Trods potentialet for at indsamle data om biodiversitet i stor skala, der kan være til nytte for videnskaben, understreger iNaturalist, at det primære formål med platformen er at lære folk om naturen. Derved håber man, at flere bliver interesseret i naturbeskyttelse.

## Observationer
iNaturalist-platformen er baseret på crowdsourcing af observationer og identifikationer. Når en bruger uploader en observation i form af et billede, hjælper iNaturalist med at artsbestemme organismen ved hjælp af automatisk billedgenkendelse. Dernæst kan andre brugere se oplysninger om observationen (billede, sted, tidspunkt) og enten bekræfte bidragyderens artsbestemmelse eller komme med et bedre bud. Indsendte observationer inddeles efter artsbestemmelsens kvalitet, således at de først er "Uspecificeret" og til sidst af "Forskningskvalitet", når tilstrækkelig mange andre brugere har bekræftet at artsbestemmelsen er korrekt.

## Bidrag til GBIF
Observationer der er tilføjet iNaturalist og har opnået status af "Forskningskvalitet", indrapporteres til den fælles database hos Global Biodiversity Information Facility (GBIF). GBIF, som har sekretariat i København, er et globalt netværk for biodiversitetsdata. GBIF-data om fund af planter, dyr og andre organismer er frit tilgængelige og bruges i forskning og naturforvaltning i hele verden. Indtil videre er der blevet offentliggjort mere end 2.300 forskningsresultater, der er baseret på iNaturalist-observationer fra GBIF-databasen. Udover iNaturalist indrapporterer blandt andre Danmarks Svampeatlas, Dansk Ornitologisk Forening og Arter.dk brugernes observationer til den fælles database hos GBIF. For at undgå dubletter i GBIF-databasen bør du derfor kun tilføje dine observationer til én af disse tjenester.

## Historie
iNaturalist blev skabt i 2008 som et specialeprojekt af Nathan Agrin, Jessica Kline og Ken-ichi Ueda ved UC Berkeley's School of Information i Californien. I 2011 lancerede man den første app, som supplement til iNaturalist-hjemmesiden. I dag har iNaturalist, der nu drives som et fælles initiativ mellem California Academy of Sciences og National Geographic Society, stadig sit hovedsæde i Californien. I dag har iNaturalist fundet stor udbredelse på verdensplan. I Danmark har blandt andre lærere fundet anvendelse for appen i fagene biologi og naturlære. Sammen med skoleklassen artsbestemmer læreren fundene og observationerne indgår på lige fod med de voksnes.

## Mobilapplikationer
- iNaturalist: Observationer indsamles hovedsageligt ved hjælp af iNaturalist-appen på smartphones. Denne gratis app findes på dansk til både Android[6] og iOS[7].
- Seek: En partner-mobilapplikation til iNaturalist som kan benyttes uden en iNaturalist-konto. Seek-appen har familier og børn som primær måltruppe og har et element af gamification i sit design. Seek-appen kan i modsætning til iNaturalist-appen benyttes uden internetforbindelse, men appen bruger ligeledes iNaturalist-databasen til billedgenkendelse og oplysninger om arter. Der er en valgfri mulighed for at overføre observationer til ens iNaturalist-konto. Seek findes til både Android[8] og iOS[9].